# 小峰柳多
小峯 柳多（こみね りゅうた、1908年9月3日 - 1974年5月29日）は、日本の政治家・経済評論家。元衆議院議員（6期）。群馬県碓氷郡出身。

## 経歴
東京商科大学専門部（現在の一橋大学）を卒業後、理化学興業(現・リケン)に入社。同社調査課長、鍛造研究会常任理事から、科学主義工業社専務取締役、産業機械統制会調査課長、理研航空治具株式会社専務取締役、理研科学映画専務などを務め、1946年の総選挙に日本自由党から立候補し当選（旧群馬3区）。同じ理研出身だった神田博や理研からの請負業者出身だった田中角栄とともに理研三代議士と称された。
その後民主自由党に移り、民主自由党政調会副会長などの要職を歴任するが、1955年の総選挙で落選。その後、選挙区を旧東京4区に移し一時は革新自由民主党に参加するものの、結局は自由民主党に加わり1967年の総選挙で14年ぶりに当選。1969年の総選挙で6回目の当選。衆議院運輸委員長・商工委員長を務めた。
1972年の総選挙で落選。
1974年5月29日、死去。65歳没。同月31日、特旨を以て位記を追賜され、死没日付で正四位勲二等に叙され、旭日重光章を追贈された。

## 人物・エピソード
- 書道にも造詣が深かった。書道家の金子鷗亭の弟子でもあった。1950年に財政問題から日本総合書芸展（現在の毎日書道展）への毎日新聞社からの資金提供がなされず、展覧会も中止となった。毎日側と書家の側の感情的対立から翌年以降の展覧会の開催が危ぶまれたが、小峰の橋渡しにより翌年の開催にこぎつけた。
- 小峰の死後、地盤は文筆家の藤島泰輔が継承。藤島は約1年間活動を行うが、資金が枯渇したため立候補を断念した[2]。